# 프라바하나 자이발리
프라바하나 자이발리(산스크리트어: प्रवाहन जयवाली)는 기원전 8세기 또는 7세기의 판찰라 국왕으로 브리하다아란야카 우파니샤드(Vii.9-13)와 찬도기야 우파니샤드(V.4-8)에 언급되어 있다. 카시의 아자타샤트루 왕이나 마드라의 아스바파티 카이케야 왕처럼, 그는 주요 힌두 철학자-왕으로 묘사된다. 
그는 비데하의 자나카 왕과 동시대에 있었고, 캄필라-나가라를 통치했던 우타라 판찰라-라타의 가장 유명한 왕들 중 하나이며, 다른 왕들은 크라이비야, 케신 달비야, 소나 사트라사하, 그리고 두르무키야이다. 그는 다우미야 아요다의 제자(마하바라타 1.3.20)였던 우달라카 아루니의 아들 스베타케투에게 그의 유명한 판차니 비디야, 즉 우파사나로 불리는 윤회의 과정을 설명하는 '오화의 교리'를 가르쳤다. 이 교리는 왕의 다섯 가지 질문에 대한 답변이다. 그리고 브라만들은 결코 지식을 갖지 못한 '이중 윤회 교리'를 이렇게 가르쳤다.

## 철학
우디기타에 조예가 깊었던 프라바하나 자이발리는 하늘이 이 제사에 바쳐진 제물의 연료로 태양이 타오르는 것, 즉 슈랏다가 달을 올리는 것처럼 모든 단계에서 우주가 희생의 원리를 나타낸다고 보았다. 다시 하늘을 보면 파르잔야가 이 제사에 바쳐진 제물의 연료로 한 해가 타오르는 거대한 제단, 즉 달이 비를 올리는 것, 그리고 다시 온 세상이 이 제사에 바친 제물의 연료로 지구가 타오르는 거대한 제단, 즉 비가 음식을 올리는 것, 인간 자신이 열린 입이 자신의 제사에 바친 제물의 연료가 되는 거대한 제단, 즉 음식이 씨앗을 올리는 것, 마지막으로 여성 자신이 제물로 바친 씨앗이 인간을 일으키는 거대한 제단이다. 이것이 그가 기념한 "오화의 교리"이다. 카우시타키 우파니샤드 판본에서는 이 지식을 시트라 강가야야니 왕(가르기야야니)이 전하는데, 이 판본에서는 자신의 학문을 자랑스럽게 여기던 자만심과 충동이 강한 스베타케투의 오만함보다는 가우타마 우달라카의 무지에 중점을 두고 있다.
찬도기아 우파니샤드에서 프라바하나 자이발리는 '우주'(아카샤)가 만물의 최종 서식지라고 추측했다고 알려져 있다. 우다기타의 전문가였던 실라카 살라바티야와 카이키타야나 달비야는 우다라 샨빌리야와 사티야마 자발라 이후에 태어난 프라바하나 자발리의 제자들로, 함께 세계의 기원에 대한 토론을 벌였다. 실라카는 '물'에서, 달비야는 '하늘'에서, 프라바하나 자이발리는 브라흐만을 의미하는 '우주'(아카샤)에서 그 해답을 찾았다. 프라바하나 자이발리의 세 가지 주목할 만한 사상은 a) 영혼 불멸의 교리, b) 윤회와 보복(천국과 지옥) 또는 영혼의 전이에 대한 최초의 철학적 인식, c) 인간 이외의 존재에 대한 영혼의 가상적 부정이다. 그 역시 자바라와 마찬가지로 육체가 죽은 후 영혼이 택하는 길인 데바야나(신들의 길)에 대해 설명했는데, 즉 빛의 형태를 상정하는 현자의 영혼은 빛에서 더 큰 빛으로 거쳐 브라흐만에 이르게 된다. 그는 속세의 영혼, 불멸의 영혼 및 동물의 영혼에 대해 이야기한다. 그는 불멸에 대한 자신의 교리와 일반적인 종말론적 이론에 의해 세대의 세계가 결코 충만하지 않은 이유를 설명한다.